# Dornier Do Y
Dornier Do Y byl německý třímotorový bombardovací jednoplošník, vyráběný společností Dornier Flugzeugwerke.
Byly postaveny pouze čtyři kusy, které byly prodány Jugoslávskému královskému letectvu. V roce 1939 byly v roli bombardérů nahrazeny stroji SM.79 a poté byly používány jako transportní a kurýrní. Po německé invazi do Jugoslávie byl jeden stroj předán letectvu Chorvatska.

## Specifikace

### Technické údaje
- Osádka: 4
- Rozpětí: 28 m
- Délka: 18,2 m
- Výška: 6,79 m
- Nosná plocha: 111 m²
- Hmotnost prázdného stroje: 6 360 kg
- Maximální vzletová hmotnost: 8 500 kg
- Pohonné jednotky: 3 × devítiválcový hvězdicový motor Bristol Jupiter, každý o výkonu 525 koní

### Výkony
- Maximální rychlost: 250 km/h
- Dostup: 6 000 m
- Dolet: 1 500 km

### Výzbroj
- 2 × pohyblivý kulomet na přídi
- 2 × pohyblivý kulomet ve hřbetním stanovišti
- 1 200 kg bomb